# McLean County, Kentucky
McLean County är ett administrativt område i delstaten Kentucky, USA, med 9 531 invånare. Den administrativa huvudorten (county seat) är Calhoun. 

## Geografi
Enligt United States Census Bureau har countyt en total area på 663 km². 658 km² av den arean är land och 5 km² är vatten. 

### Angränsande countyn
- Henderson County - nordväst
- Daviess County - nordost
- Ohio County - öst
- Muhlenberg County - söder
- Hopkins County - sydväst
- Webster County - väst